# LKS (Raumfähre)

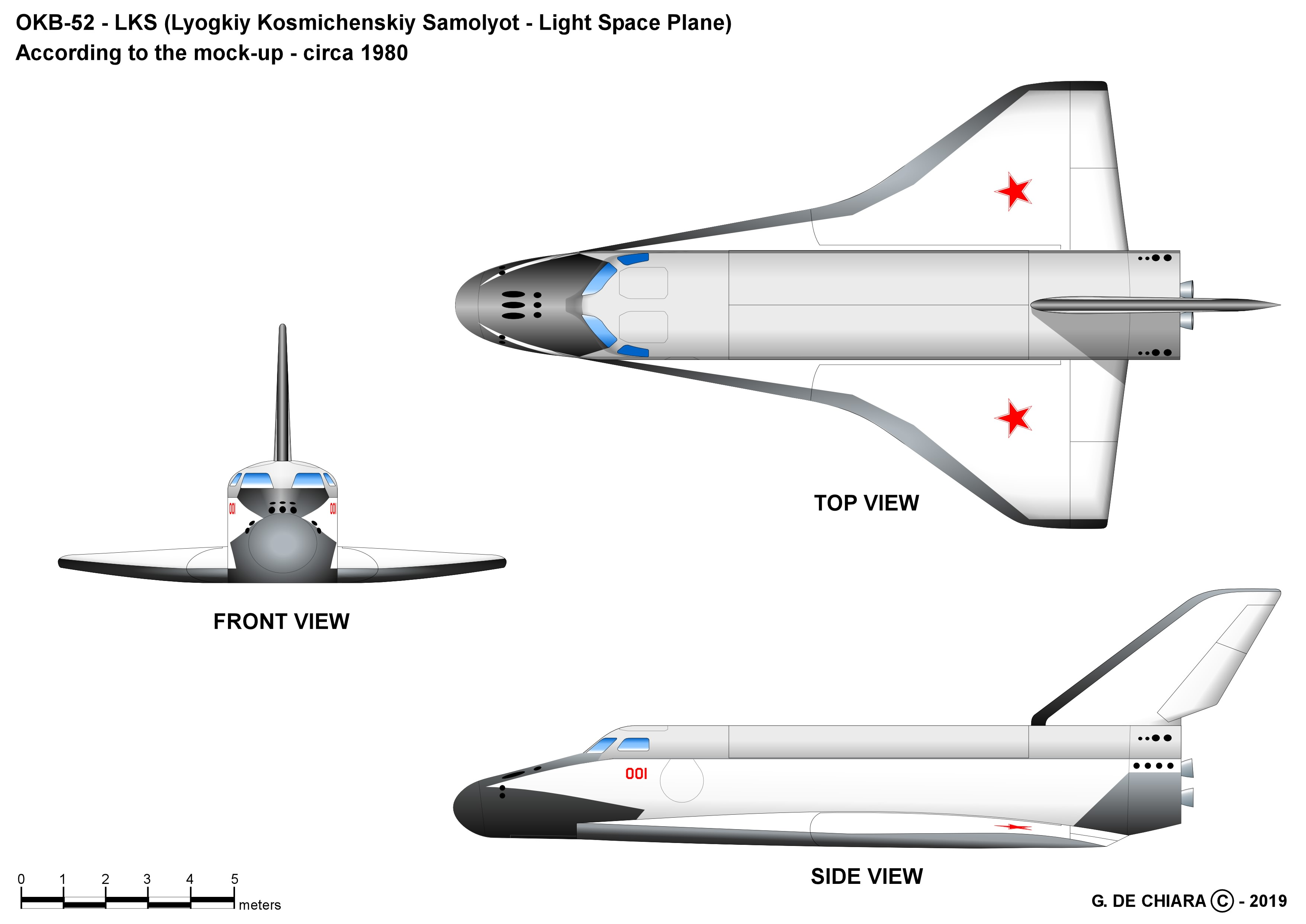

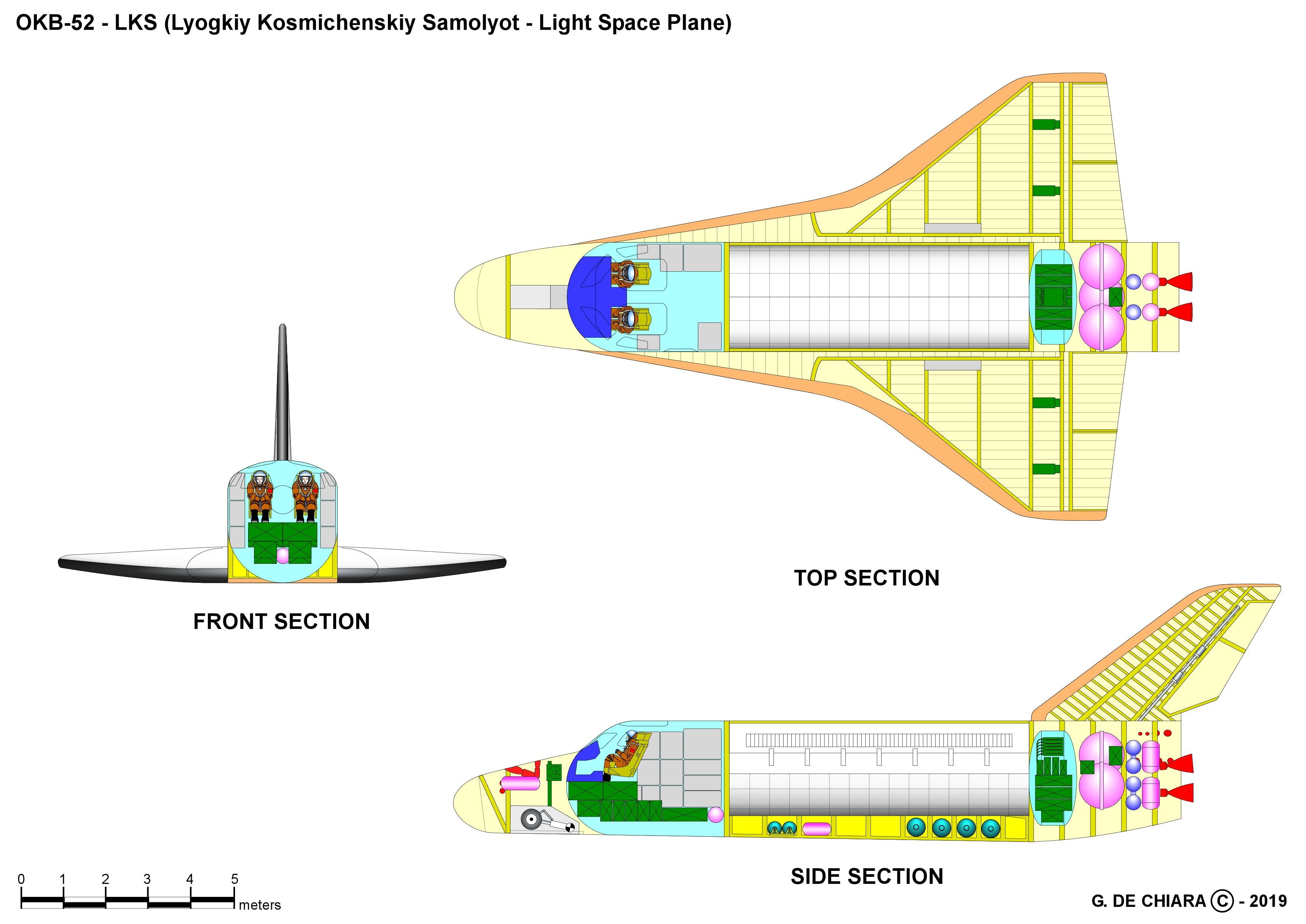

Die Raumfähre LKS (russisch Лёгкий Космический Самолёт, dt. „Leichtes Kosmos-Flugzeug“) war ein Projekt unter der Leitung von Wladimir Nikolajewitsch Tschelomei als eine kleinere und günstigere Antwort der Sowjetunion auf das Space Shuttle. Jedoch wurde diese kleine Raumfähre zugunsten der größeren Buran verworfen. Vom LKS wurde ein Vorführmodell in Originalgröße hergestellt.

## Geschichte
Im Zeitraum von 1950 bis 1964 wurden, noch vor der Konzeption des US-amerikanischen Space Shuttle 1972, von Tschelomei zwei Konzepte für Raumflugkörper entwickelt, die senkrecht starten und waagerecht landen. Zum einen das MP-1 Kosmoplan, ein Raumschiff, das primär Missionen zum Mond, Mars und Venus absolvieren sollte. Beim Wiedereintritt in die Erdatmosphäre sollte es mit Unterstützung von Turbojetriebwerken wie ein konventionelles Flugzeug landen. Die andere Entwicklung mit dem Namen Raketoplan war eine Raumfähre für den Einsatz im Erdorbit (Personentransport, Weltraumfracht und Waffeneinsätze). Beide Konzepte wurden aufgrund der Entmachtung von Chruschtschow nicht umgesetzt. 1970 entwarf er mit dem LKS ein weiteres Raumgleiterkonzept, das 1979 als Alternative zu Buran/Energija vorgeschlagen wurde. Erste Projekte hatten zwei Seitenleitwerke mit leichter V-Stellung, in etwa vergleichbar mit der Seitenleitwerksanordnung von F/A-18. Diese wurde später jedoch in eine konventionelle Anordnung von einem Seitenleitwerk wie beim Space Shuttle und Buran geändert.
Nach verschiedenen Studien entschied sich Tschelomei für einen Raumgleiter von etwa 20 Tonnen Masse, der als Nutzlast einer Proton-Rakete gestartet werden sollte. LKS sollte zwei Besatzungsmitglieder, zwei Tonnen Treibstoff und weitere vier Tonnen Nutzlast transportieren können. Die Landung sollte im Gleitflug auf einer konventionellen Landebahn erfolgen, wobei das lenkbare Bugfahrwerk mit einem konventionellen Rad versehen war und die Hauptfahrwerke statt Rädern eine Kufe hatten. LKS war sowohl für bemannten als auch für unbemannten Einsatz konzipiert. Für den Start auf der Proton sollten die Flügel nahe am Rumpf hochgeklappt werden und erst nach der Separation von der Rakete in die normale Position gestellt werden.
Im Jahr 1976 genehmigte die Sowjetregierung dem Chefkonstrukteur Walentin Petrowitsch Gluschko, mit dem Buran-Projekt fortzufahren. Das Buranprojekt und seine massive Trägerrakete Energija (stark unterstützt von Gluschko selbst) waren das Ziel mehrerer Kritiker unter den sowjetischen Konstrukteuren und Wissenschaftlern. Einer von ihnen war der Autor und Konstrukteur Wladimir Nikolajewitsch Tschelomei, ein ehemaliger Arbeitskollege von Gluschko und Verantwortlicher des OKB-52 NPO Maschinostrojenija, in dem die Proton-Rakete, die TKS-Raumschiffe und die Raumstationen Almas und Saljut hergestellt wurden. Er behauptete, das Buranprojekt sei zu groß, zu schwer und zu teuer für die sowjetischen Möglichkeiten und schlug als Alternative eine verkleinerte Kopie der geplanten Raumfähre vor. Ein solches Raumschiff wäre leichter und würde von einer seiner Proton-Raketen an der Raketenspitze transportiert. Das LKS behielt alle Hauptmerkmale des ursprünglichen Shuttle-/Buranprojekts, das nur verkleinert wurde, mit einem Laderaum mit der Möglichkeit, eine breite Palette von militärischen und zivilen Nutzlasten zu transportieren.
1980 wurde mit dem Bau eines originalgroßen Modells begonnen, das in nur einem Monat Vollzeitarbeit realisiert wurde, um die sowjetischen Behörden von seiner Idee zu überzeugen. Im Jahr 1982 wurde Tschelomei befohlen, die Arbeiten am LKS-Projekt einzustellen. Tschelomei wurde vorgeworfen, mehr als 400.000 Rubel in einem Programm ausgegeben zu haben, das nicht formal genehmigt sei. Als US-Präsident Reagan im März 1983 die Strategic Defense Initiative (SDI) ankündigte, unternahm Tschelomei einen erneuten Vorstoß, eine Genehmigung zum Bau des LKS zur Abwehr US-amerikanischer Interkontinentalraketen zu erhalten. Im September 1983 wurde dies jedoch von einer Regierungskommission abgelehnt. Im Dezember 1984 starb Tschelomei und ließ sein ambitioniertestes Projekt unvollendet. Die wahren Folgen traten erst 1991 auf, als das Vorführmodell in einer sogenannten „Sabotageaktion“ von Unbekannten aus unbekannten Gründen zerstört wurde. Es bleibt die Frage offen, ob die LKS eine gute Alternative nicht nur zur Buran und den Sojus-Raumschiffen, sondern auf lange Sicht gesehen eine bessere Versorgungsalternative für die Weltraumstationen Mir und ISS gewesen wäre.

## Technische Daten
- Besatzung: 2
- Länge: 18,75 m
- Spannweite: 11,60 m
- Höhe: 6,70 m
- bewohnbares Volumen: 16,00 m³
- Laderaumvolumen: 30,00 m³ (6,5 × 2,5 m)
- Startmasse: 19.950 kg
- Landemasse: 17.800 kg
- Leermasse: 13.800 kg
- Nutzlast: 4.000 kg
- Motoren: 11D442 (2) × 445 kg
- Antrieb: UDMH / N2O2 × 2000 kg
- Energieversorgung: Batterien / Brennstoffzellen
- Rettungssystem: 2 Schleudersitze (Swesda K-36D)
- Δv: 300 m/s (gesamt)
- Orbitalparameter: 259 × 220 km bei 51,65° Bahnneigung
- Gleitzahl: 1,5 (bei Überschall-Geschwindigkeit)
- Reichweite: ca. 2000 km
- Landegeschwindigkeit: 300 km/h

## Missionsablauf
Start
- 1. Start (T = 00:00)
- 2. Trennung der ersten Stufe (T = 02:06)
- 3. Trennung der zweiten Stufe (T = 05:34)
- 4. Trennung der dritten Stufe (T = 09:49)
- 5. LKS OMS Zündung (T = 10:00)
- 6. Umlaufbahn erreicht (T = 13:20)

Abarbeitung der Mission im Weltraum
Vorbereitung für den Wiedereintritt
- 1. LKS positioniert sich für die Umlaufbahnabbremsung
- 2. LKS OMS Zündung & De-Orbit Abbremsung
- 3. Bremsmanöver
- 4. LKS-Wiedereintritt in die Atmosphäre

Landeanflug
- 1. LKS ist zurück in der Atmosphäre
- 2. Bremsmanöver
- 3. LKS tritt in den Landeflugweg
- 4. LKS nimmt steilen Sinkflugwinkel an
- 5. LKS navigiert (final approach) sich zur Baikonur-Landepiste
- 6. LKS landet und öffnet die Bremsschirme

## Quelle
- Giuseppe De Chiara: “LKS” – The Chelomei alternative to Buran. (PDF; 6,4 MB) In: forum.nasaspaceflight.com. 31. August 2012, abgerufen am 24. Juli 2018 (englisch).